# Жалпаксай
Жалпакса́й (каз. Жалпақсай) — село у складі Карасайського району Алматинської області Казахстану. Адміністративний центр Умтильського сільського округу.
У радянські часи село називалось Політотділ.
Населення — 7669 осіб (2021; 4392 у 2009, 4066 у 1999, 3774 у 1989).